# L'ombra del giorno
L'ombra del giorno è un film italiano del 2022 diretto da Giuseppe Piccioni.

## Trama
Ascoli Piceno, 1938. Luciano, simpatizzante del fascismo e veterano della prima guerra mondiale, che gli ha lasciato una gamba offesa, è il gestore di un ristorante in piazza del Popolo. Un giorno si presenta Anna, una giovane ragazza proveniente da Roma in cerca di lavoro. Luciano la assume per delle mansioni in cucina per 5 lire al giorno. 
Un giorno si presenta Osvaldo, vecchio compagno di guerra di Luciano, per organizzare un pranzo per il 23 marzo. Lo stesso giorno sono previste dei pranzi di comunioni che Anna ricorda a Luciano, ma lui cambia impegno. Il pranzo si rileva essere una riunione fra simpatizzanti del fascismo e Anna dimostra una forte avversione verso i clienti tanto da rifiutare i soldi provenienti dal maggiore incasso della giornata. A fine giornata Luciano consegna una copia delle chiavi ad Anna, ma lei è fortemente contrariata dalle vecchie conoscenze di Luciano; d'altro canto Luciano le rivela che al ritorno dal fronte, i soldati furono costretti a nascondersi per la forte avversione dovuta alla considerazione che per loro fosse facile uccidere.
Il giorno successivo Anna vede Luciano consegnare dei soldi ad una donna, Nevia. Luciano rivela che Nevia era la sua promessa sposa, ma al ritorno dalla guerra scoprì che lei era partita per Roma come attrice teatrale, dunque Luciano rimase ad Ascoli Piceno ad aiutare il padre nella gestione del ristorante. Luciano confessa ad Anna che dalla guerra non è tornato come lo stesso uomo che era partito.
Anna e Luciano passano molto tempo insieme e Luciano regala ad Anna una spilla, volendosi conoscere sempre di più e sentendosi sempre più attratti l'uno dall'altra.
Con l'avanzamento del fascismo, Anna rivela a Luciano di chiamarsi Ester e di essere ebrea. I genitori sono scomparsi e il fratello ha dovuto interrompere l'università. Luciano ospita Anna/Ester a casa sua e qui fanno l'amore.
Al ristorante di Luciano inizia a lavorare un ragazzo: Corrado, figlio della ex cuoca del ristorante. Una sera si presenta un ragazzo al ristorante che si rivela essere il marito di Anna/Ester, Emile, anche lui ebreo proveniente da Parigi. Luciano rimane sconvolto dalla notizia, ma ospiterà comunque l’uomo finché non riuscirà a trovare un'altra sistemazione.
Il fascismo continua la sua scalata rendendo rischiosa la permanenza di Emile nella cantina del ristorante. Inoltre Corrado dimostra di essere simpatizzante per il fascismo.
Osvaldo si presenta al ristorante di Luciano con le foto di due ebrei ricercati, uno dei quali è proprio Emile, ma Luciano, Anna/Ester e Corrado negano di averlo visto. 
L'Italia entra in guerra, il professore viene arrestato così come gli ebrei presenti in Italia ed Emile comincia ad essere insofferente alla reclusione nella cantina. Dopo una cena fra sostenitori del fascismo, Anna/Ester va da suo marito, ma viene sorpresa da Corrado che li minaccia con una pistola. Grazie all'intervento di Luciano, i due ragazzi si salvano. Corrado, dopo essere stato minacciato da Luciano, promette di non dire nulla, ma gli ruba la pistola e lo minaccia, Luciano lo disarma e gli spara mortalmente. Con l'aiuto del cuoco Giovanni, Luciano si disfa del cadavere di Corrado. Al ristorante si presenta la madre di Corrado, preoccupata del fatto che il figlio non sia tornato, e pochi giorni dopo denuncia la sua scomparsa. Osvaldo torna al ristorante per perquisirlo, ma non trova Emile, dunque verifica le generalità dei dipendenti, portando con sé solo Giovanni che si rivela essere antifascista tradito dalla confidenza fatta a Corrado prima che morisse.
Luciano organizza la partenza di Anna / Esther ed Emile via mare, ma Anna/Ester non vuole lasciare Luciano. Dopo un intenso addio, Luciano, in uniforme fascista, saluta Anna/Ester con la promessa di rivedersi quando la guerra sarà conclusa.

## Produzione
A gennaio 2021 si inizia a parlare di un film che verrà girato nella città di Ascoli Piceno diretto da Giuseppe Piccioni e con protagonista Riccardo Scamarcio. La produzione è affidata alla società di produzione di Riccardo Scamarcio, Lebowski Srl, e a Rai Cinema. L'iniziativa viene sostenuta economicamente anche dal Comune di Ascoli Piceno, dalla Regione Marche e dalla Cassa di Risparmio di Ascoli Piceno.

### Riprese
Il 22 febbraio 2021 viene annunciato l'inizio dei casting per il film. I casting terminano il 27 febbraio 2021. Nello stesso periodo viene annunciato che nel cast saranno presenti anche Benedetta Porcaroli (nel ruolo di co-protagonista), Valeria Bilello, Lino Musella, Sandra Ceccarelli, Vincenzo Nemolato e Waël Sersoub. Il film doveva essere inizialmente girato a Roma. Il regista Piccioni, dopo aver mostrato alcune foto del Caffè Meletti a Riccardo Scamarcio, lo convince a visitare Ascoli Piceno: i due visitano la città e realizzano che Ascoli Piceno è la location perfetta per il film. Per tutta la durata delle riprese, la città di Ascoli Piceno si trovava in zona rossa a seguito del DPCM di febbraio 2021. Nel giro di poche settimane iniziano le riprese in città e terminano nella Riserva della Sentina. La maggior parte del film viene girato nel Caffè Meletti che si affaccia sulla Piazza del Popolo. La scena di Luciano e Anna in bicicletta viene girata nella Via delle Stelle mentre la scena successiva è girata nel giardino e nella Kaffeehaus del giardino del Palazzo Saladini Pilastri, nel centro storico di Ascoli Piceno. La scena dello "scarico nel fiume" viene girata nel Ponte Tufillo, mentre la scena finale viene girata nella Riserva Naturale della Sentina, all'altezza della Foce del Tronto.
Successivamente al primo montaggio, la durata era di 3 ore e 10 minuti (127 pagine di copione). È stata successivamente ridotta a 2 ore e 5 minuti, tagliando diverse scene, tra cui una in cui il protagonista Luciano proclamava «Non mi piace comandare, ma nemmeno ubbidire». Il 17 aprile 2021 si tiene una conferenza stampa nella principale location del film, il Caffè Meletti, mentre il 24 aprile 2021 terminano le riprese del film.

### Cast
Flavia Alluzzi è un'artista ascolana nota su Instagram per i suoi video in dialetto locale, che l'hanno fatta notare e scegliere dal regista Piccioni.
Il film è dedicato ad Antonio Salines, scomparso il 22 giugno 2021, qualche mese dopo la conclusione delle riprese.

## Promozione
Il 16 febbraio 2022 viene diffuso il trailer del film e la distribuzione viene affidata a 01 Distribution.

## Distribuzione
Il film è uscito nelle sale cinematografiche italiane in 250 copie il 24 febbraio 2022, con anteprima nazionale il 23 febbraio 2022 nella città di Ascoli Piceno.